# Schlitz (Vogelsberg)
Schlitz è una città tedesca di 9 892 abitanti, situata nel land dell'Assia. Ha dato il nome ad una nobile famiglia tedesca, i ''von Schlitz genannt von Görtz.
È attraversata dalla Fulda.